# Megan Neyer
Megan Neyer, née le 11 juin 1962 à Ashland (Kentucky), est une ancienne plongeuse américaine, devenue championne du monde au plongeon à 3 m en 1982.

## Carrière
En 1980, bien que sachant que les États-Unis allaient boycotter les Jeux olympiques prévus à Moscou, elle réussit à remporter le tournoi qualificatif olympique américain sur le plongeon à 3 m et la plateforme à 10 m. Comme les 461 autres athlètes qualifiés pour les Jeux, elle reçoit la Médaille d'or du Congrès en compensation. À la place, l'équipe américaine participe à un concours contre l'équipe nationale chinoise où elle termine seconde du plongeon à 3 m puis elle remporte l'étape de la Coupe du monde de plongeon à Bucarest et termine 2e de l'étape de Mexico le 12 janvier derrière la Chinoise Shi Mei Oin mais devant l'Australienne Valerie McFarlane.
Lors des Championnats du monde 1982 à Guayaquil (Équateur), elle remporte l'or sur au plongeon à 3 m avec 501.03 points devant sa compatriote Christina Seufert (490.02 points) et la Chinoise Peng Yuanchun (482.10 points). Elle est l'unique athlète non-chinoise à remporter l'un des quatre titres en jeu en plongeon.
À l'Universiade 1983, Megan Neyer participe à l'épreuve de la plateforme à 10 m après avoir raté les qualifications pour les Jeux panaméricains de 1983 au plongeon à 3 m.
Cette année-là, elle entre à l'Université de Floride pour étudier la psychologie où elle entre dans l'équipe de natation et plongeon, les Gators. Pendant ses quatre années d'études, elle remporte 8 titres NCAA : celui au plongeon à 1 m et à 3 m chaque année. Lors de sa dernière année, en 1986, elle est élue Plongeuse universitaire de l'année (NCAA Diver of the Year).
Deux ans plus tard, elle ne réussit pas à se qualifier pour les Jeux olympiques d'été de 1984 qui doivent se dérouler à Los Angeles et décide de prendre une pause d'un an et demi. En effet, lors des qualifications américaines, elle termine seulement troisième derrière Kelly McCormick et Christina Seufert alors que seulement deux plongeuses peuvent se qualifier. Blessée à l'épaule, elle en profite pour se faire soigner et revient à la compétition en 1986 pour remporter le titre national ainsi que celui de l'année suivante. Entre 1981 et 1986, elle remporte sept fois consécutives le titre national sur le plongeon à 1 m.
En 1987, elle remporte la médaille d'argent du plongeon à 3 m lors des Jeux panaméricains derrière sa compatriote Kelly McCormick.
De nouveau blessée, elle ne participe pas aux qualifications pour les Jeux de 1988. Lors d'une interview suivant l'annonce de sa retraite en 1988, elle avoue s'être battue contre la boulimie de 1981 à 1984.
En 1997, elle rejoint le University of Florida Hall of Fame.
En 2011, elle est admise au Capital One Academic All-America Hall of Fame (temple de la renommée des sportifs universitaires aux États-Unis) qui se trouve à Marco Island et est la quatrième athlète des Gators de la Floride à obtenir cet honneur. La même année, elle fonde la World Fit à la St Thomas More Catholic School, un programme qui encourage les enfants à faire 45 minutes d'exercice par jour pour combattre l’obésité infantile.
Au cours de sa carrière, elle remporte 15 fois le titre national en plongeon.

## Distinctions
- 1981 : Plongeuse Internationale de l'Année par le Swimming World Magazine[11]
- 1997 : International Swimming Hall of Fame[12]
- 1997 : Université of Florida Hall of Fame[6]
- 2011 : Capital One Academic All-America Hall of Fame[13]